# Programa Nacional de Vacinação
O Programa Nacional de Vacinação (PNV) é o programa de vacinação pública em Portugal. O PNV é administrado pelo Serviço Nacional de Saúde e é universal e gratuito para todos os residentes no país. O PNV entrou em vigor em 1965 com as vacinas contra a tuberculose e a varíola. Desde então tem sido sucessivamente revisto e introduzidas novas vacinas.

## Calendário de vacinação
O Programa Nacional de Vacinação revisto em 2020 é constituído pelas seguintes vacinas:
| Grupo populacional         | Vacinas |
| -------------------------- | --- |
| Nascimento                 | 1º dose da vacina contra hepatite B (VHB) |
| 2 meses                    | Vacina hexavalente DTPaHibVIPVHB: *1ª dose da vacina contra a difteria, tétano e tosse convulsa (DTPa) *1ª dose da vacina contra doença invasiva por Haemophilus influenzae tipo b (Hib) *1ª dose da vacina contra a poliomielite (VIP) *2ª dose da vacina contra a hepatite B (VHB) |
| 2 meses                    | 1ª dose da vacina conjugada contra infeções por Streptococcus pneumoniae de 13 serotipos (Pn13) |
| 2 meses                    | 1ª dose da vacina contra Neisseria meningitidis B (MenB 1) |
| 4 meses                    | 2ª dose de DTPa, Hib e VIP (vacina pentavalente DTPaHibVIP) |
| 4 meses                    | 2ª dose de Pn13 |
| 4 meses                    | 2ª dose da vacina contra Neisseria meningitidis B (MenB 2) |
| 6 meses                    | 3ª dose de DTPa, Hib, VIP e VHB (vacina hexavalente DTPaHibVIPVHB) |
| 12 meses                   | 3ª dose da Pn13 |
| 12 meses                   | 3ª dose da vacina contra Neisseria meningitidis B (MenB 3) |
| 12 meses                   | Dose única de vacina contra a doença invasiva por Neisseria meningitidis C (MenC) |
| 12 meses                   | 1ª dose da vacina contra o sarampo, parotidite epidémica e rubéola (VASPR) |
| 18 meses                   | Vacina pentavalente DTPaHibVIP: *1º reforço de DTPa (4ª dose) e de VIP (4ª dose) *único reforço de Hib (4ª dose) |
| 5 anos                     | 2ª reforço (5ª dose) de DTPa e de VIP (vacina tetravalente DTPaVIP) |
| 5 anos                     | 2ª dose de VASPR |
| 10 anos                    | reforço da vacina contra o tétano e difteria (Td) |
| 10 anos                    | 2 doses da vacina (com intervalos de 6 meses) contra infeções pelo vírus do Papiloma humano de 9 genótipos (HPV9) |
| Toda a vida                | reforços das vacinas contra o tétano e difteria (Td) em doses reduzidas aos 25, 45, 65 anos de idade e, posteriormente, de 10 em 10 anos |
| Grávidas                   | em cada gravidez, dose única da vacina contra tétano, difteria e tosse convulsa (Tdpa), em doses reduzidas |
| Grupos com risco acrescido | vacina contra a tuberculose (BCG) |
| Grupos com risco acrescido | vacina contra infeções por Streptococcus pneumoniae de 23 serotipos (Pneumo23) |
| Grupos com risco acrescido | vacina contra doença invasiva por Neisseria meningitidis dos grupos ACWY |
| Grupos com risco acrescido | vacina contra hepatite A, quando expressamente referidas e recomendadas |